# Renae Cuéllar
Pour les articles homonymes, voir Cuéllar (homonymie).
Renae Cuéllar, née le 24 juin 1990 à Bellflower, est une footballeuse internationale mexicaine évoluant au poste d'attaquant.

## Biographie

### En club
Renae Cuéllar évolue aux États-Unis, en Suède, en Corée du Sud, en Allemagne et au Mexique.
Elle inscrit de nombreux buts dans le championnat du Mexique avec le Club Tijuana. Le 7 janvier 2020, elle se met en évidence en marquant un triplé face au club de Gallos Blancos.

### En équipe nationale
Avec les moins de 20 ans, elle participe à la Coupe du monde des moins de 20 ans en 2010. Lors du mondial junior organisé en Allemagne, elle joue quatre matchs. Elle se met en évidence en inscrivant deux buts, contre le Japon et l'Angleterre. Le Mexique s'incline en quart de finale face à la Corée du Sud.
Elle dispute ensuite avec l'équipe du Mexique, la Coupe du monde 2015 qui se déroule au Canada. Lors de cette compétition, elle joue trois matchs, avec pour résultats un nul et deux défaites.